# Campionati europei di ciclismo su strada 2002
I Campionati europei di ciclismo su strada 2002 si disputarono a Bergamo, in Italia, tra il 2 e il 4 agosto 2002. Le cronometro si corsero a Grassobbio.

## Eventi

### Cronometro individuali
Venerdì 2 agosto
- Donne Under-23
- Uomini Under-23

### Corse in linea
Domenica 4 agosto
- Donne Under-23
- Uomini Under-23

## Medagliere
| Pos.   | Nazione     | Oro | Argento | Bronzo | Totale |
| ------ | ----------- | --- | ------- | ------ | ------ |
| 1      | Russia      | 1   | 2       | 0      | 3      |
| 2      | Svezia      | 1   | 0       | 0      | 1      |
| 2      | Germania    | 1   | 0       | 0      | 1      |
| 2      | Svizzera    | 1   | 0       | 0      | 1      |
| 5      | Belgio      | 0   | 1       | 0      | 1      |
| 5      | Italia      | 0   | 1       | 0      | 1      |
| 8      | Francia     | 0   | 0       | 2      | 2      |
| 9      | Paesi Bassi | 0   | 0       | 1      | 1      |
| 9      | Slovenia    | 0   | 0       | 1      | 1      |
| Totale | Totale      | 4   | 4       | 4      | 12     |

## Sommario degli eventi
| Eventi                 | Oro                       | Tempo    | Argento                   | Tempo | Bronzo                     | Tempo   |
| Uomini Under-23        |                           |          |                           |       |                            |         |
| Gara in linea dettagli | Michael Albasini Svizzera | 4h01'46" | Michail Timošin Russia    | s.t.  | Matthieu Sprick Francia    | s.t.    |
| Cronometro dettagli    | Jonas Olsson Svezia       | 39'10"   | Alexander Bespalov Russia | a 14" | Jure Zrimsek Slovenia      | a 25"   |
| Donne Under-23         |                           |          |                           |       |                            |         |
| Gara in linea dettagli | Trixi Worrack Germania    | 2h51'20" | Evy Van Damme Belgio      | s.t.  | Virginie Moinard Francia   | s.t.    |
| Cronometro dettagli    | Ol'ga Zabelinskaja Russia | 32'22"1  | Vera Carrara Italia       | a 48" | Vera Koedooder Paesi Bassi | a 1'04" |